# 国際写真タイムス
国際写真タイムス（こくさいしゃしんたいむす）は、国際情報社により1925年（大正14年）に発行された創刊号から1946年（昭和21年）まで刊行された月刊グラフ誌である。
1923年 （ 大正12年 ）に発生した関東大震災 の報道をきっかけとして刊行されたグラフ誌のひとつ。
掲載されている分野は、演芸、映画、伝統文化、ジェンダー、流行、趣味、美術、政治、科学など幅広い情報が掲載されているが、創刊当時は、 大正天皇をはじめとする皇族関連の記事が多いことも特徴のひとつ。

## 復刻版
2024年10月に「国際写真タイムス」の創刊から昭和2年末までを掲載する復刻版が、電子書籍による復刻版を刊行する出版社かかしにより刊行されている。